# がんばれ!若大将
『がんばれ!若大将』（がんばれわかだいしょう）は、1975年7月12日に東宝系で公開された日本映画。カラー。シネマスコープ。東宝映画作品。
副題は「Go For It! Young Guy」（ゴーフォーイットヤングガイ）。
キャッチコピーは「恋にアメリカン・フットボールに 爽やか若大将とトラブル青大将が爆笑対決!」。

## 概要
かつて加山雄三主演で17作製作され、東宝の名物シリーズとなっていた『若大将シリーズ』を、現代風に復活させた『新・若大将』第1作（通算18作）。プロデュースには藤本真澄、脚本には田波靖男（プロデュースも兼任）と、往年のスタッフが起用され、監督には加山主演『俺の空だぜ!若大将』でデビューした小谷承靖を起用、これ以降の『若大将』は全て小谷が監督を担当する。
加山雄三・大矢茂（ザ・ランチャーズ）に続く3代目の若大将に抜擢されたのは草刈正雄、役名は「梅野正三」（うめの・しょうぞう）となり、スポーツはアメリカンフットボールになった。そして若大将の家族は、フランキー堺扮する父「梅野長太郎」（うめの・ちょうたろう）と関根恵子（現：高橋）扮する妹「梅野志津子」（うめの・しづこ）の2人で、「梅長」（うめちょう）というトンカツ屋を経営している。
一方の敵役・青大将は、旧作の田中邦衛があまりに適役だったため、人選に難航し、クランクインが延び延びになったが、色々と検討がなされ、当時テレビタレントとしても人気が出た湯原昌幸が抜擢された。湯原は「どうせもてる役ではないし、ニクマレ役に徹してやる」とやる気充分の決意を述べた。役名は「井戸山英介」（いどやま・えいすけ）になり、「社長の息子」という設定は変らないが、新たに「空手部の主将」という設定が加えられた。そしてヒロインは女優にして歌手のいけだももこが担当、役名は「鮎子」（あゆこ）となる。
ストーリー展開は基本的に加山版の「大学生編」を次いでおり、更に第1作『大学の若大将』で見られた「浄化槽の蓋で焼肉をする」というシーンも登場しているが、本作ではその浄化槽に青大将が落っこちるという、加山版では見られなかったギャグも存在している。

## スタッフ
- 製作：藤本真澄、田波靖男
- 脚本：田波靖男
- 監督：小谷承靖
- 撮影：上田正治
- 音楽：広瀬健次郎
- 美術：薩谷和夫
- 録音：矢野口文雄
- 照明：森弘充
- スチル：中山章
- 編集：池田美千子
- 助監督：岡田文亮

## 出演者
- 梅野正三（主人公。若大将）：草刈正雄
- 梅野長太郎（正三の父）：フランキー堺
- 梅野志津子（正三の妹）：関根恵子
- 岡本はな（合宿所のまかない婦）：賀原夏子
- 岡本鮎子（ヒロイン）：いけだももこ
- 井戸山英介（青大将）：湯原昌幸
- 松原（アメラグ部のマネージャー）：丹波義隆
- 足立：石立和男
- 水沢百合子（デザイナー）：浜美枝
- 鹿島鈴乃（長太郎贔屓の芸者）：鹿島鈴乃
- 井戸山英造（会社社長。英介の父）：藤木悠
- 長谷川吾郎：渡辺篤史
- 安東教授：藤村有弘
- 千吉（「梅長」の板前）：小島三児
- 小宮：若宮大祐
- 桜井夫人：塩沢とき

## 主題歌・挿入歌
「愛の詩をあなたに」
- 作詞・作曲：林哲司／歌：草刈正雄

「女の仁義」
- 作詞：田波靖男／作曲：広瀬健次郎／歌：鹿島鈴乃

「花の京南かぞえ歌」
- 作詞・作曲：不詳／歌：京南大学アメフト部

「オバQ音頭」
- 作詞：東京ムービー企画部／作曲：広瀬健次郎／歌：京南大学空手部

## 同時上映
『東京湾炎上』
- 原作：田中光二／脚本：大野靖子、舛田利雄／特技監督：中野昭慶／監督：石田勝心／主演：丹波哲郎／東宝映画・東宝映像作品。

## 映像ソフト化
1998年に東宝よりVHSソフト版が発売されたが絶版、2020年9月16日に東宝からDVDが発売された。なお同日には『激突!若大将』をはじめ、シリーズ全作が東宝からDVD化された。

## 備考
- 三代目若大将の候補として、三浦友和もあがっていた。
- 仮題は「がんばれ!若大将三代目」。またこの作品には、初代若大将・加山雄三と初代青大将・田中邦衛も出演の予定だった。
- 本作と次作『激突!若大将』のOPの「東宝マーク」では、『君といつまでも』の出だしがBGMとして使われている。
- CS放送の日本映画専門チャンネルのコーナー「東宝娯楽シアター」では、当初は草刈版2作は『若大将シリーズ』には含まれず、2003年4月放送の「東宝娯楽シアター・番外編」で2作まとめて放送された。だが2005年には『若大将シリーズ』とされて放送された。